# Cocktail Molotov
Pour les articles homonymes, voir Molotov (homonymie).
 (octobre 2016).
Si vous disposez d'ouvrages ou d'articles de référence ou si vous connaissez des sites web de qualité traitant du thème abordé ici, merci de compléter l'article en donnant les références utiles à sa vérifiabilité et en les liant à la section « Notes et références ».

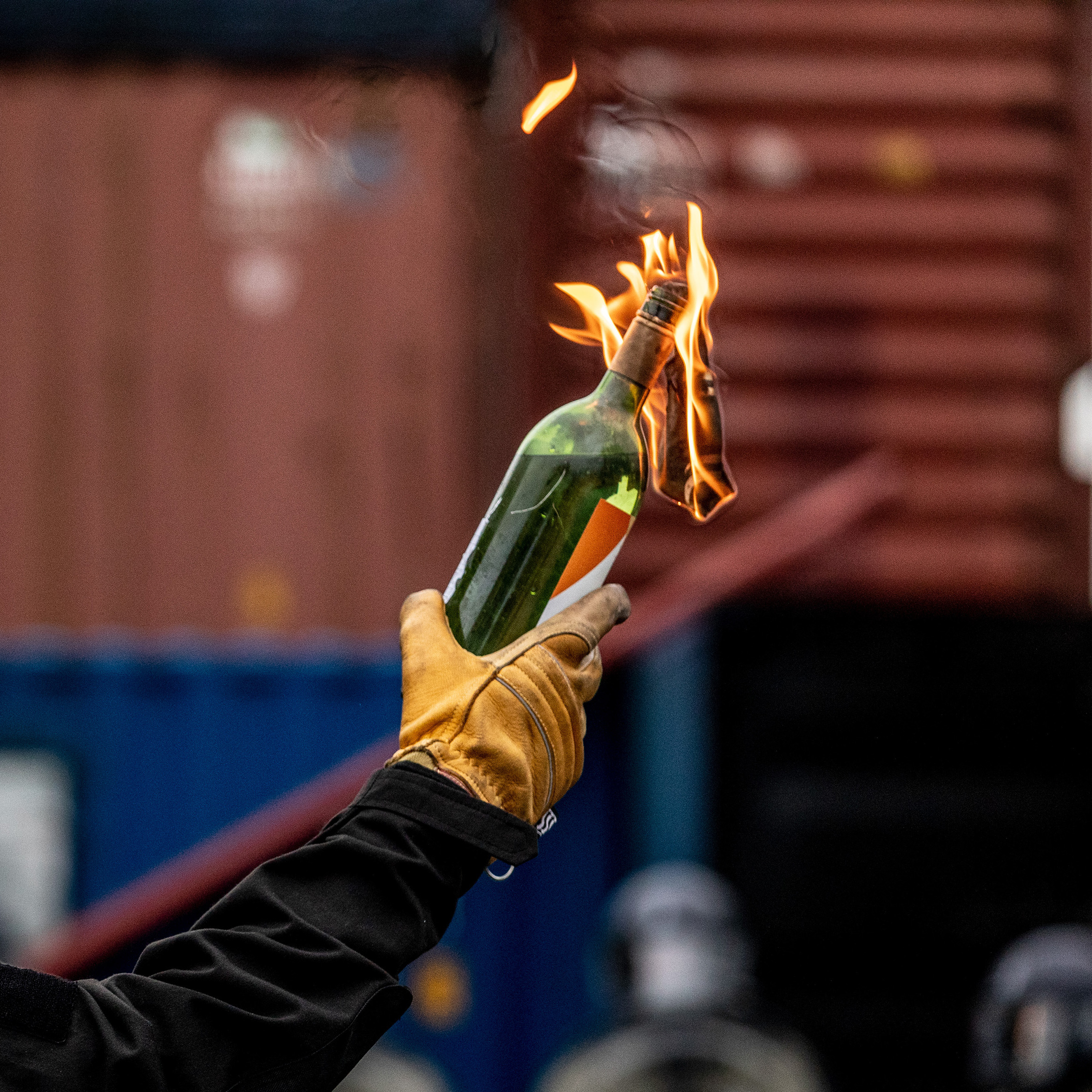
Cocktail Molotov prêt à être lancé.

Un cocktail Molotov est une arme incendiaire artisanale dont le composant principal est un liquide inflammable, habituellement de l'essence ou de l'alcool, contenu dans une bouteille en verre.
Bien que communément associés aux forces militaires irrégulières et aux manifestations, les cocktails Molotov sont également massivement utilisés par les armées régulières en manque d'armes anti-char.
Dans le civil, ce type d'arme a été utilisé à de nombreuses reprises lors d'épisodes d'insurrections urbaines.

## Historique
Le terme « cocktail Molotov » est un hommage ironique des soldats finlandais à Viatcheslav Molotov, ministre des Affaires étrangères de l'Union soviétique durant la Seconde Guerre mondiale, en particulier lors de la guerre d'Hiver (1939-1940).

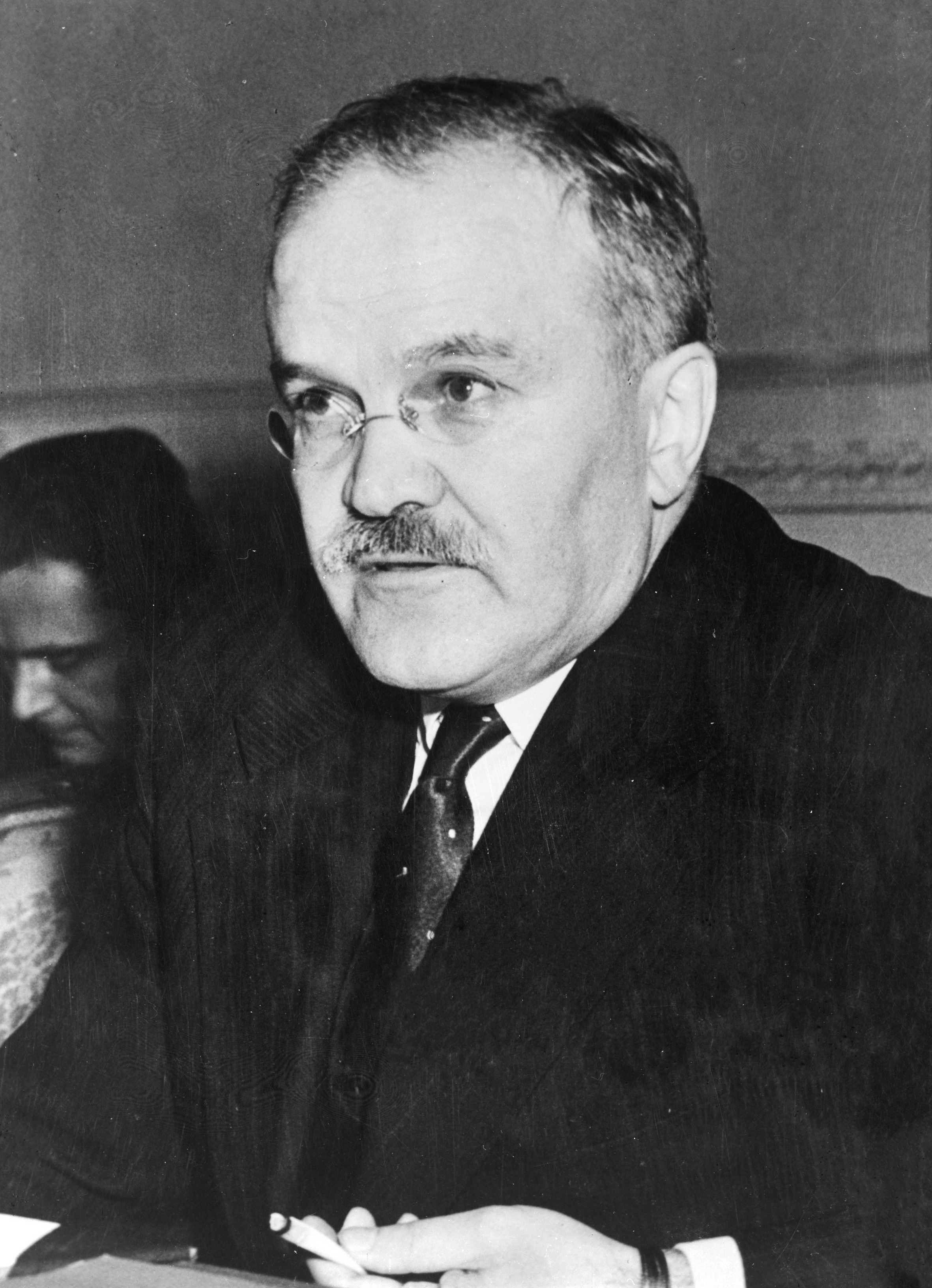
Viatcheslav Molotov en 1945.

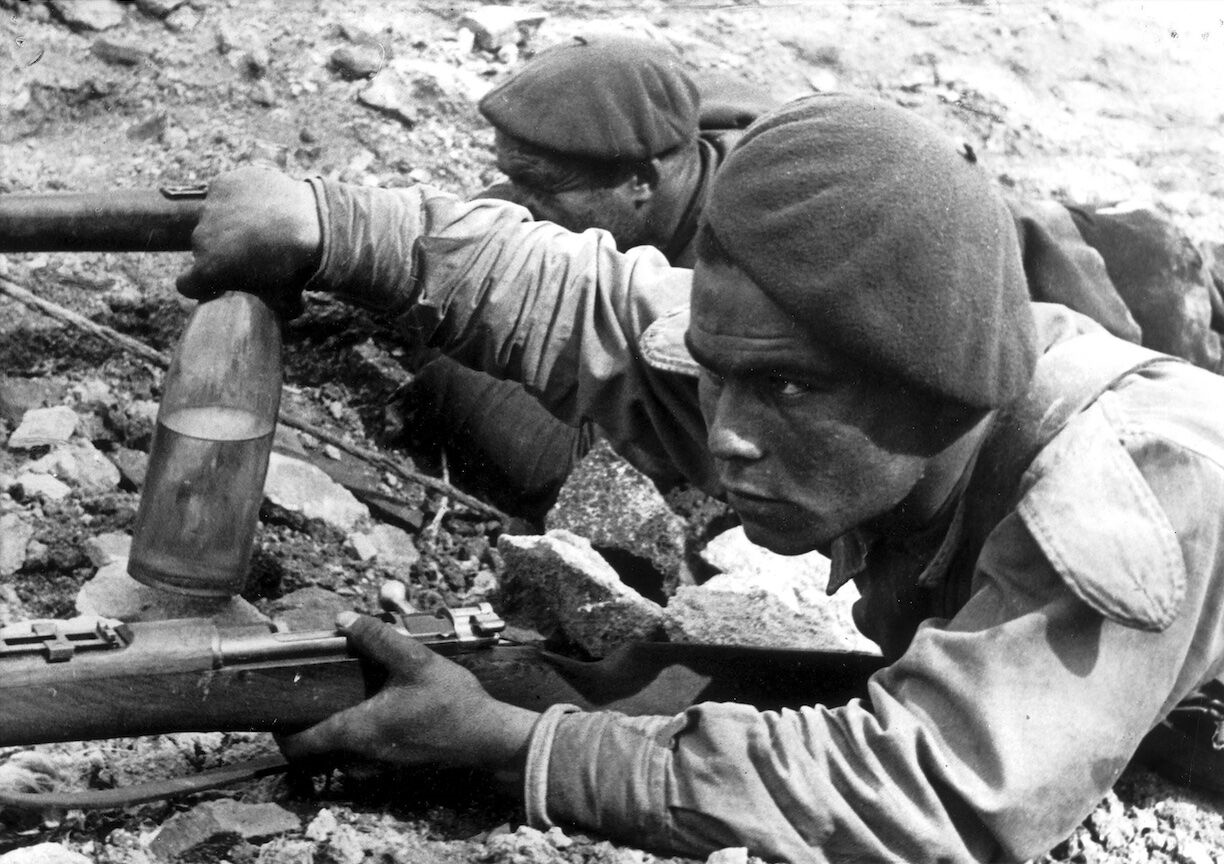
Soldat nationaliste pendant la guerre civile espagnole tenant à la main une bouteille remplie d'un liquide inflammable.

À l'origine, ce dispositif incendiaire fait son apparition durant la guerre d'Espagne (1936-1939). Il est utilisé par les nationalistes du général Francisco Franco contre les chars soviétiques T-26 utilisés par les républicains espagnols, lors d'un échec de soutien à l'infanterie près de Tolède (au cours de la bataille de Seseña). Lancé contre un char, le dispositif éclate à l'impact en répandant du liquide inflammable dans le bloc moteur au travers des grilles d'aération, rendant le blindé inutilisable par destruction des tuyaux en caoutchouc, l'inflammation du réservoir de carburant et la privation de l'alimentation en oxygène du moteur.
Par la suite, lors de la guerre d'Hiver, l'armée finlandaise qui est mal équipée en armes antichars et largement dépassée en nombre contre les chars d'assaut de l'Armée rouge, emprunte ce dispositif incendiaire, facile à réaliser et à transporter. Quand Molotov clame, dans des émissions de radio, que l'Union soviétique ne bombarde pas mais livre plutôt de la nourriture aux Finlandais affamés, ceux-ci commencent à appeler les bombes aériennes soviétiques les « paniers pique-nique de Molotov ». Bientôt, ils répondent en saluant l'avancée des chars soviétiques avec des « cocktails Molotov ». D'abord, le terme est employé pour ne décrire que le mélange inflammable en lui-même mais, dans l'utilisation pratique, le terme est bientôt appliqué par métonymie à la combinaison du contenant et de son contenu.

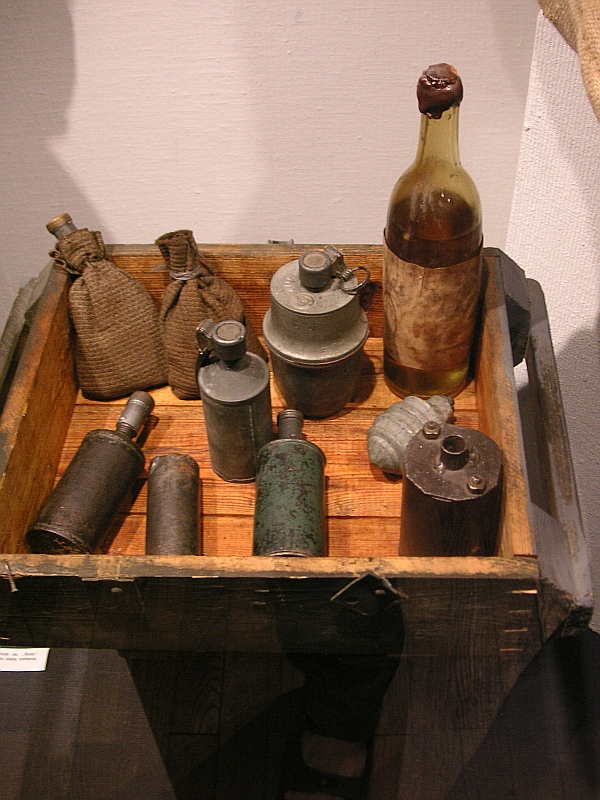
Cocktails Molotov qui auraient pu être utilisés lors de l'insurrection de Varsovie en 1944.

La production de ces armes artisanales commence en série dans une distillerie d'État, à Rajamäki (en). Elles évoluent, contenant des capsules d'acide sulfurique qui enflamment le liquide lors du bris de la bouteille, évitant ainsi d'avoir à allumer une mèche. Entre décembre 1939 et mars 1940, cette usine finlandaise de 92 personnes produit 542 194 cocktails Molotov.
L'utilisation finlandaise de cette bombe incendiaire à main se répand très vite à travers toute l'Europe durant la Seconde Guerre mondiale, malgré les dangers de son utilisation pour le lanceur.
Cette arme étant essentiellement une arme défensive, l'Armée rouge mais aussi les partisans soviétiques vont l'utiliser à grande échelle, principalement contre les chars, les véhicules blindés ou non.
Ces cocktails seront également utilisés lors de nombreuses batailles menés par les résistants comme au ghetto de Varsovie, les soulèvements de Paris, de Varsovie, etc. Le Volkssturm (milice populaire allemande) utilisera également cette arme lors des combats dans les villes allemandes.
Aujourd'hui, ces armes sont parfois utilisées lors d'émeutes ou de manifestations violentes.

### Lors de l'invasion russe de l'Ukraine en 2022

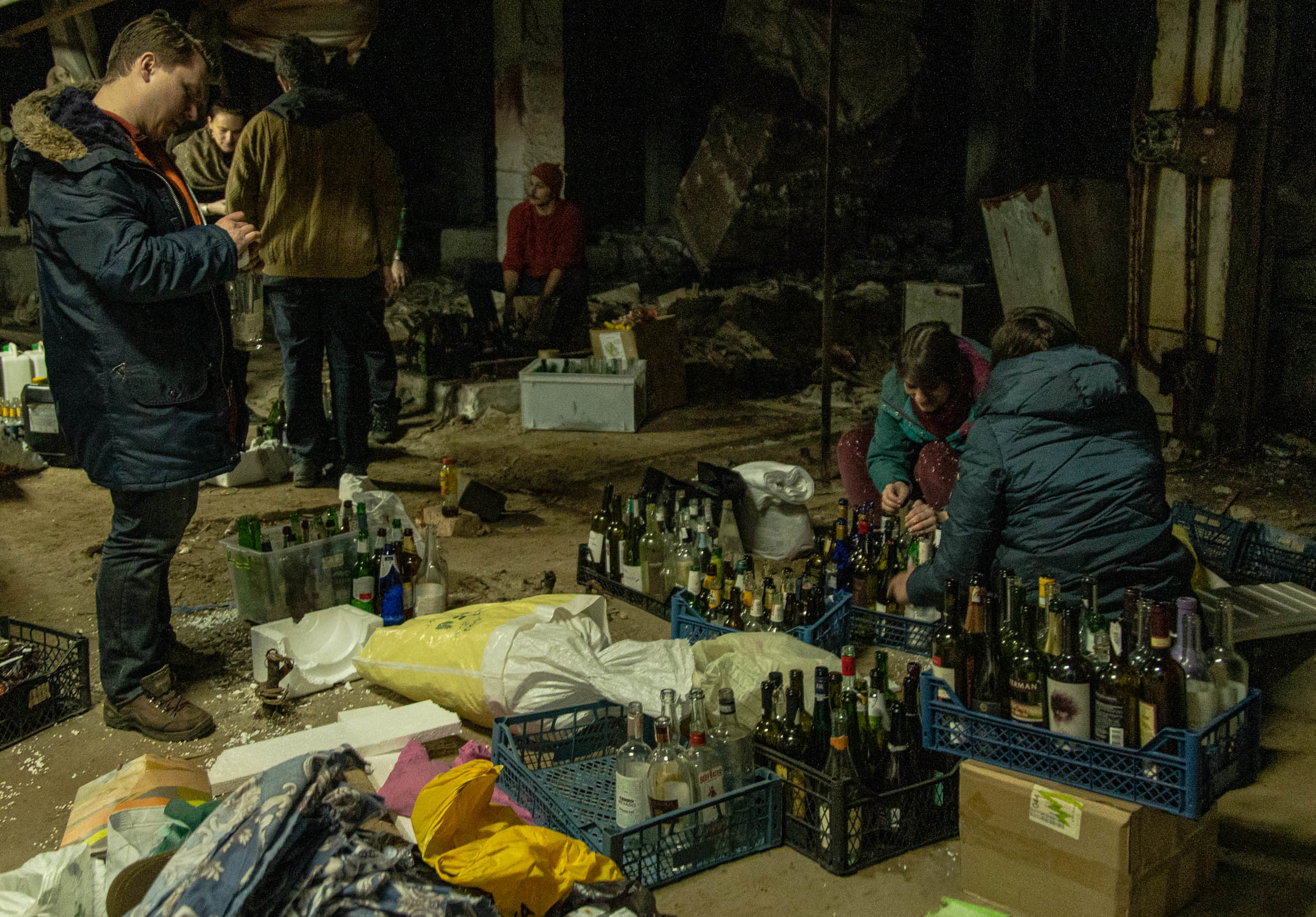
Civils à Kiev en train de préparer des « cocktails Molotov » durant l'invasion de l'Ukraine par la Russie en 2022.

Depuis le 24 février 2022, date du début de l'invasion de l'Ukraine par la Russie, le ministère ukrainien de la Défense demande aux civils ukrainiens de fabriquer des cocktails Molotov pour combattre les troupes russes.
À cet effet, il distribue aux civils une méthode de fabrication comprenant l'utilisation de mousse de polystyrène comme agent épaississant (pour permettre au liquide incendiaire d'adhérer aux véhicules ou à d'autres cibles). Selon le maire de Lviv, Andriy Sadovy, les ukrainiens « ont décidé de ne pas accorder l'honneur aux Russes d’avoir une arme à leur nom et ont rebaptisé les cocktails Molotov, "smoothies Bandera", un hommage à Stepan Andriïovytch Bandera ».
Selon le géopolitologue Jean-Pierre Maulny, l'effet de ces armes serait plus « dissuasif » politiquement que militairement, car dans le cas d'une guerre asymétrique, le fait que la population soit prête à résister sous-entend de nombreuses pertes civiles ukrainiennes, ce qui isolerait encore plus le président de la fédération de Russie, Vladimir Poutine, au niveau international (vis-à-vis de l'ONU et des pays démocratiques occidentaux).

## Principe de fonctionnement

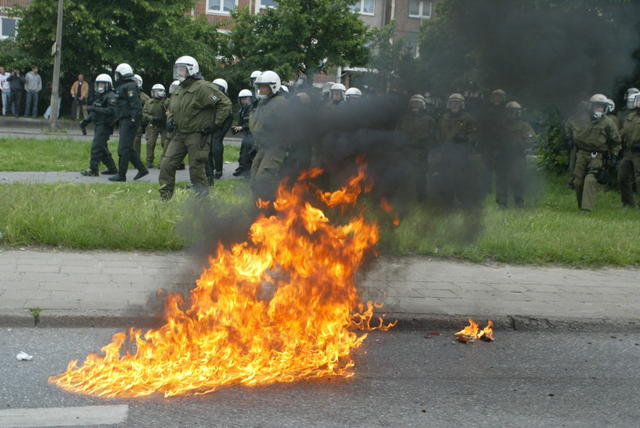
Cocktail Molotov ayant touché le sol, lors d'une manifestation d'opposants au du G8 en 2007.

Une bouteille en verre est partiellement remplie de liquide inflammable, habituellement essence ou alcool (généralement du méthanol ou de l'éthanol) complété ou non d'un liquide gras permettant le collage à la cible (comme le feu grégeois) ; l'ouverture de la bouteille est scellée par un bouchon hermétique (généralement liège ou caoutchouc[réf. nécessaire]) et un morceau de tissu est solidement fixé autour du goulot de la bouteille ; juste avant l'emploi, ce bout de tissu est imbibé de liquide inflammable et allumé. Après avoir été lancée contre la cible, la bouteille se brise à l'impact, répandant son contenu qui est alors enflammé.

## Variantes

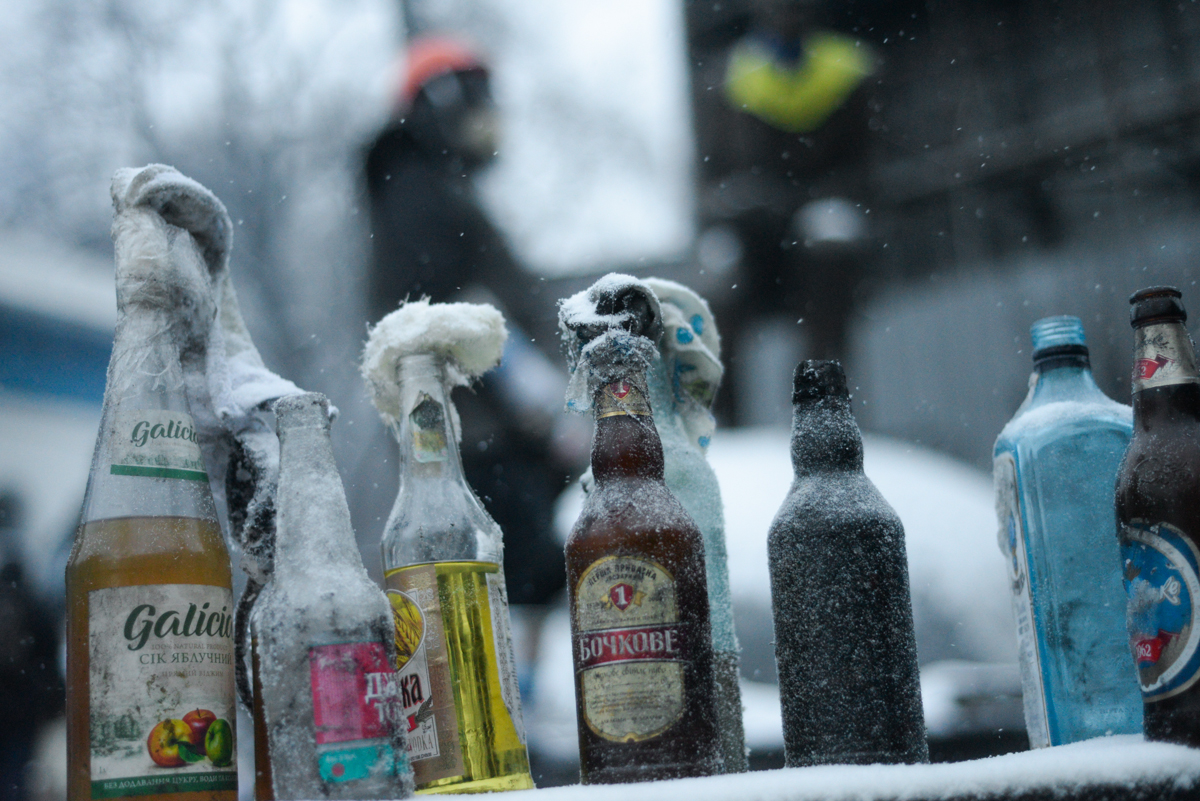
Cocktails Molotov conçus pour être utilisés lors des manifestations Euromaïdan en Ukraine (2013).

Une variante du « cocktail Molotov » consiste à utiliser ensemble deux réactifs hypergoliques : la bouteille est ainsi remplie d'un des réactifs, tandis que le chiffon sera imbibé de l'autre. Typiquement, de l'acide sulfurique est mélangé à l'essence contenue dans la bouteille, et le chiffon est saupoudré de chlorate de potassium, entraînent une inflammation spontanée ; c'est cette variante qui est mise en scène lorsque l'acteur jouant Frédéric Joliot-Curie en fait la confection dans le film Paris brûle-t-il ? (1966). L'avantage majeur étant qu'il n'est, dans ce cas, pas nécessaire d'enflammer le chiffon : la réaction chimique qui découle du mélange des deux substances se traduit par une violente explosion. Cette méthode reste néanmoins très peu employée, du fait du danger de la préparation et de la manipulation d'un tel projectile.[réf. souhaitée]
Au cours de l'histoire, diverses substances sont ajoutées au cocktail de base pour en augmenter sa capacité destructrice :
- des substances auto-inflammables, tel le phosphore blanc, garantissent l'explosion de la bouteille lorsqu'elle se casse ;
- des agents épaississants, tel le goudron, qui collent le liquide brûlant sur ce qu'il touche et ce goudron cause aussi une épaisse fumée noire opaque ;
- de l'acide, qui aide à pénétrer les surfaces non-inflammables ;
- de la poudre noire (« Méthode Omega »), qui permet à la préparation d'avoir des effets explosifs ;
- une petite quantité de détergent (liquide vaisselle, par exemple), qui empêche l'essence de s'évaporer trop vite et lui permet donc de brûler plus longtemps ; le détergent sert également de dispersant.

Le principe d'un « cocktail Molotov » est semblable à celui d'une bombe au napalm ; le napalm (acronyme de naphtalène et palmitate) est, à l'origine, préparé en associant du naphtalène, de l'essence et de l'acide palmitique (comme agent épaississant — ces deux derniers étant les ingrédients principaux des cocktails Molotov) ; ce type de cocktail Molotov peut également être lancé à partir d'un fusil de chasse modifié[réf. nécessaire].

## Cadre légal
En temps de paix, dans certains pays, l'utilisation de cocktail Molotov est interdite et peut être assimilée à une tentative de meurtre et condamnable de plusieurs années de prison,.